# Nicolas Hibst
Nicolas Hibst est un footballeur et entraîneur français né le 8 octobre 1915 à Tucquegnieux (Meurthe-et-Moselle), mort le 21 janvier 1959 à Saint-Avold (Moselle).

## Carrière
Arrivé de l'Association sportive messine, Nicolas Hibst est milieu de terrain au Football Club de Metz de 1933 à 1940.
Durant la Seconde Guerre mondiale, alors que la ville de Metz est occupée, Nicolas Hibst joue à l'AS Saint-Étienne.
Il revient dans le club lorrain à la fin des hostilités et en devient l'entraîneur à partir de décembre 1946, en assurant l'intérim à la suite de l'hospitalisation de Ted Maghner.
Il rejoint le Racing Club de Lens l'année suivante. En 1948, il conduit les Sang et Or en finale de la Coupe de France au stade de Colombes où ils sont battus par les Lillois à quatre minutes de la fin du match, 3 à 2. En 1949, les lensois, sous sa houlette, montent en Division 1.
Nicolas Hibst entraîne par la suite, de 1950 à 1953, le club amateur des Chamois niortais FC, puis en 1954-1955, l'US Forbach.

## Divers
En 1939, alors qu'il joueur du FC Metz, il est mobilisé avec plusieurs coéquipiers (notamment Marcel Marchal), pour la Seconde Guerre mondiale où il intègre le 162e régiment d'infanterie.

## Palmarès
- International amateur et militaire
- Champion de France D2 en 1935 avec le FC Metz (comme joueur)
- Finaliste de la Coupe de France en 1938 avec le FC Metz (comme joueur)
- Champion de France D2 en 1949 avec le RC Lens (comme entraîneur)
- Finaliste de la Coupe de France en 1948 avec le RC Lens (comme entraîneur)